# Сухінін Віктор Павлович
Ві́ктор Па́влович Сухі́нін (* 1930) — доктор технічних наук, лауреат Державної премії УРСР в галузі науки і техніки 1979 року, винахідник.

## З життєпису
Народився 1930 року. 1973 року захистив дисертацію кандидата технічних наук. Станом на 1979 рік — начальник конструкторського відділу Харківського турбінного заводу.
Лауреат Державної премії УРСР в галузі науки і техніки 1979 року — за «створення серії парових турбін одиничною потужністю 500000 кВт (типу К-500-65/3000) для атомних електростанцій», співавтори Брюханов Віктор Петрович, Вірченко Михайло Антонович, Герман Самуїл Йосипович, Капінос Василь Максимович, Касаткін Борис Сергійович, Косяк Юрій Федорович, Назаров Ігор Костянтинович, Панков Ігор Іванович, Рудковський Арій Федорович.
Станом на 2011 рік — доктор технічних наук.
Серед робіт: «Напружено-деформований стан та удосконалення конструкцій хвостових з'єднань робочих лопаток парових турбін (монографія), співавтор Т. М. Фурсова, 2013.
Серед патентів:
- Хвостове з'єднання робочої лопатки турбіни» 2010, співавтори Бояршинов Олексій Михайлович, Фурсова Тетяна Миколаївна
- «Багатоопорне хвостове з'єднання робочої лопатки турбіни з гарантованим контактом по всіх опорах» 2010, співавтори Левченко Євгеній Володимирович, Фурсова Тетяна Миколаївна.